# 헤라클레이아의 크리톤
헤라클레이아의 크리톤(그리스어: Κρίτων, 라틴어: Titus Statilius Crito 티투스 스타틸리우스 크리토[*])은 2세기(서기 100년경)의 그리스인 출신의 저명한 의사이자 다키아 전쟁 기간 로마 황제 트라야누스 (재위: 98-117)의 프로쿠라토르였다. 그가 마르티알리스의 <에피그람마>에서 언급된 크리톤일 것이다.
그는 네 권으로 된 미용학이라는 저서를 집필했으며, 이 책은 갈레노스 시대에 아주 인기있었고 타렌툼의 헤라클리데스, 클레오파트라 및 다른 이들이 같은 주제에 대해 집필했던 거의 모든 내용들을 포함했다. 네 권의 책들의 각 내용들은 이를 자주 인용했던 갈레누스가 잘 보존하였다. 크리톤은 Simple Medicines이라는 저서도 집필했으며, 이 중 네 번째 도서는 갈레노스가 인용했다. 그는 아에티오스와 파울로스 아이기네테스에게도 인용되었으며, 티아나의 아폴로니오스의 문서에서 소개된 인물 중 한 명일 것이다.
크리톤은 현재는 소실된 다키아 및 게타이에 관한 역사를 다룬 역사서 게티카도 집필했다. 게티카는 현재는 소실된, 다키아 전쟁을 다룬 트라야누스의 저서 다키카 (혹은 De bello dacico)에 대한 근간이었다. 그는 아테나이오스가 언급한 요리법이라는 저서의 지필가로 보인다. 다른 작가들이 보전한 소수의 부분들을 제외하면, 그의 어느 저서도 현존하지 않는 것처럼 보인다.
트라야누스의 주치의로서, 크리톤은 황제가 매일 섭취하는 약물을 조제했다.

## 저서
- Cosmetics: 의학 전문 서적
- Simple Medicines
- Getica: 게타이에 대한 역사서

## 참고 문헌
- Bennett, Julian (2001). 〈VIII Dacicus〉. 《Trajan: Optimus Princeps》 2판. 인디애나 대학교 출판부. ISBN 0-253-21435-1. 2010년 12월 8일에 확인함.
- Escohotado, Antonio (2010). 〈The Pagan Era〉. 《The General History of Drugs》. Valparaiso, Chile: Graffiti Militante Press. ISBN 978-0-9820787-3-0. 2010년 12월 8일에 확인함.
- On melancholy by 에페소스의 루푸스, Peter E. Pormann

- 본 문서에는 현재 퍼블릭 도메인에 속한 윌리엄 스미스가 쓴 《그리스와 로마의 전기와 신화 사전》 (1870년), p. 895의 내용을 기초로 작성된 내용이 포함되어 있습니다.